# Ivar Johansson
Ivar Johansson (Norrköping, Östergötland, 31 de janeiro de 1903 — Norrköping, Östergötland, 4 de agosto de 1979) foi um lutador de luta greco-romana/luta livre sueco.

## Carreira
Foi vencedor da medalha de ouro na categoria de 72–79 kg em Berlim 1936.
Foi vencedor da medalha de ouro na categoria de 66–72 kg em Los Angeles 1932.
Foi vencedor da medalha de ouro em luta livre na categoria de 72–79 kg em Los Angeles 1932.